# Farkas Jenő (irodalomtörténész)
Farkas Jenő (Marosvásárhely, 1944. augusztus 17. –) irodalomtörténész, fordító, a Palamart Könyvkiadó igazgatója.

## Iskolái
A székelykeresztúri Petőfi Sándor Gimnázium elvégzése után, 1962 és 1965 között a marosvásárhelyi Tanárképző Főiskola román–történelem szakán tanári oklevelet, majd 1968 és 1972 között a bukaresti Tudományegyetem Bölcsésztudományi Karán francia–román szakos tanári diplomát szerzett. 1976-ban román–magyar fordítói oklevelet, 1986-ban az Eötvös Loránd Tudományegyetemen szerzett bölcsészdoktori oklevelet, majd 1997 PhD-t. 2002-ben az ELTE Bölcsésztudományi Kar Fordító- és Tolmácsképző Központjában szerzett román–magyar, magyar–román szakfordítói oklevelet.

## Munkahelyei
1965 és 1967 között a szászörményesi és székelykeresztúri általános iskolában tanított. 1972 és 1981 között a bukaresti Tanügyi Újság szerkesztőségében szerkesztő, szakterülete az idegen nyelvek és a román nyelv oktatásának módszertana, melyről több mint ötven szakcikket közölt. Külső munkatársa volt a bukaresti Tankönyvkiadó magyar szerkesztőségének. 1982-től Budapesten él. 1983-tól az Eötvös Loránd Tudományegyetem BTK Román Tanszékén tanít.1993 óta vezeti a budapesti Palamart Kiadót, amely magyar, francia és angol nyelvű könyvek kiadását gondozza. Francia ösztöndíjak segítségével kutatott a francia külügyminisztérium könyvtárában, a párizsi Nemzeti Könyvtárban és más levéltárakban. 1990 és 1996 között a Világirodalmi lexikon főmunkatársa, közel negyven szócikk szerzője. 2003-tól a párizsi Seine et Danube című irodalmi folyóirat budapesti munkatársa. 2004-től a romániai Tristan Tzara művészeti és irodalmi társaság tiszteletbeli tagja. 2005-től a Nouvelles Études Francophones (Lafayette, USA) nemzetközi tudományos bizottságának tagja. 2005-től a Magyar Írószövetség tagja, 2009-től a temesvári Centre d'Études Francophones égisze alatt megjelenő Dialoguesfrancophones c. folyóirat nemzetközi tudományos bizottságának a tagja.
1986 és 2018 között az ELTE ITK Rigó utcai központjának vizsgáztató tanára. Állandó rovata volt a Magyar Rádió KAF román és francia nyelvű adásaiban.

## Családja
Szülei: néhai Farkas Jenő, magyar–francia tanár, néhai Péter Margit, francia–latin–román tanár. Nős, felesége Hrubi Zsuzsanna, vegyésztechnikus. Gyermekük Farkas Jenő Tibor (1976). Testvérei: Farkas Miklós, matematikatanár, Lőrinczi Márta, romántanár.

## Munkássága
Fő kutatási területe a román irodalom és az avantgárd mozgalmak, különös tekintettel a XX. századi román irodalmi irányzatokra (12. osztályos román irodalomtankönyv, 2015) és a nemzetközi dadaizmus történetére (Vígjátéktól az avantgárdig, 2010). Külön foglalkozott a Nagyszebeni Irodalmi Kör munkásságával (Cvadratura cercului, 2014). Hatvan év után az első korszerű, magyar nyelvű román nyelvtan szerzője (Román nyelvtan, 2007). Ezenkívül behatóan vizsgálta a Drakula-mítosz kialakulását (Drakula vajda históriája, 1989; Drakula és a vámpírok, 2010). A francia és a magyar levéltárakban végzett kutatásai során bukkant rá Tristan Tzara kiadatlan leveleire és adta közre. Elsőként közölte a 2010-ben megjelent Drakula-könyvében Lajthay Károly és Kertész Mihály által írt a Drakula halála című, 1921-es némafilm forgatókönyvét és a film forgatásán készült fényképeket. Ehhez az íráshoz Szepes Mária írt előszót. Tanulmányai számos nemzetközi folyóiratban láttak napvilágot.

## Díjai
- 2003 a Francia Köztársaság Akadémiai Pálma Rend Lovagja fokozat
- 2009 a Francia Köztársaság Akadémiai Pálma Rend Tiszti fokozat

## Nemzetközi konferenciákon való részvétele
- 1989 Folk narrative and cultural indentity, 9th Congress of the International Society for Folk–Narrative Researche, Budapest
- 1992 Folk narrative and cultural indentity 10th Congress, Innsbruck, Ausztria
- 1993 La cloche, Vésubie Saint–Martin, Franciaország
- 1996 Sesiunea ştiinţifică a Fundaţiei Culturale Române, Bukarest-Nagyszeben
- 1998 május 29-30, Sesiunea ştiinţifică a Fundaţiei Culturale Române, Cea de-a 8-a sesiune ştiinţifică a Facultăţii de Filologie a Universităţii Hyperion, Bukarest
- 1999. május 3-4. Interférences historiques, culturelles et littéraires entre la France et les pays d’Europe Centrale et orientale (XIXe et XXe siècles) című. konferencia Szófia, Bulgária
- 2000. július. Bukarest-Neptun Eminescu-konferencia, Bukarest-Brassó
- 2000. szeptember 22-23. La France, l’Europe et les Balkans crises historiques et témoignages littéraires c. konferencia, Párizs-Arras, Franciaország
- 2001. május 26-28. Relations franco-bulgares című konferencia, Szófia, Bulgária
- 2002. szeptember 19-24. Days and Nigths of Literature, Nemzetközi költészeti fesztivál, Mangalia, Románia
- 2003. május 8-9. Nagybányai „Universitatea Nord” irodalomelméleti konferencia; Nagybánya
- 2003. szeptember 3-5. A crise da poesia no Brasil, na Franca, na Europa e em outras latitudes, c. konferencia a Feira de Santana (Brazilia, Bahia) és a franciaországi Artois (Arras) Tudományegyetem szervezésében, Feira de Santana, Bahia, Brazília
- 2004. június 19-27. 18e Congrès Mondial CIEF; Table ronde: L'atelier d'écriture chez Dumitru Tsepeneag, Liège, Belgium
- 2005. május 11-15. Jules Verne dans les Carpates, Kolozsvár
- 2006. április 14-15. Nemzetközi frankofón konferencia: Dumitru Tsepeneag, Les Métamorphoses d’un créateur (écrivain, théoricien, traducteur), Dumitru Tsepeneag entre l’autobiographie et le fictif; Temesvár
- 2006. május 23-26. Avangarda Românească Simpozion internaţional, Bukarest
- 2006. szeptember. Days and Nigths of Literature, International Literary Festival, Constanţa-Mangalia-Neptun
- 2006. november 9-10. Noi studii ale avangardei, Kolozsvár
- 2008. március 17-18. Actualités de l’héritage des Lumières en Europe, Arras, Franciaország.
- 2008. május 20-25. Mátyás remembered by tradition, Budapest
- 2008. szeptember 16. Between Fiction and Reality. Dilemas of the Central European Writers, Central European Institute, Budapest
- 2008. október 10-12 Közép-európai és Észak-Európai román tanárok konferenciája, Varsó, Lengyelország
- 2013 l’Année 1913, Romainmôtier, Svájc

## Főbb művei, publikációk

### Könyvei
- Drakula vajda históriája. Budapest: Akadémiai Kiadó, 1-154. o. (1989)
- XIII+I párbeszéd a magyar-román kapcsolatokról. Budapest: Palamart Kiadó, 1-264. o. (2003)
- Émile M. Cioran. Kalandozások. Fordította és az utószót írta Farkas Jenő, Előszó Zalán Tibor, Lektorálta Horváth Andor. Budapest: Palamart Kiadó, 1-134. o. (2004)
- Román nyelvvizsga írásbeli feladatok alapfok, középfok, felsőfok, Budapest Palamart Kiadó, 2005, 1-194. ISBN 963-86287-0-7
- Román nyelvtan, Budapest, Palamart Kiadó, 2007, 1-240. ISBN 963-86287-1-5 /Ingyen letölthető a www.palamart.hu-ról/
- Román nyelvvizsga szóbeli és írásbeli feladatok alapfok, középfok, felsőfok II Budapest Palamart Kiadó, 2005, 1-186. ISBN 978-963-86287-2-5 /Ingyen letölthető a www.palamart.hu-ról, az új vizsgakövetelményekről szóló előszóval/
- Vígjátéktól az avantgárdig, Budapest, Palamart Kiadó, 2010, 1-221. ISBN 978-963-86287-5-6
- Drakula és a vámpírok, Budapest, Palamart Kiadó, 2010, 1-326. ISBN 978 963 86287 7 0
- Cvadratura cercului, Bukarest, Editura Muzeul Literaturii Române, 2014, 1-154. ISBN 978-973-167-246-5 https://palamart.hu/wp-content/uploads/2018/05/2012_Palamart_Farkas_J_Cvadratura_Cercului_literar_v4_FINAL.pdf
- Literatura română. Manual pentru clasa a 12-a, Budapest, Croatica, 2015, 1-212. ISBN 978-615-5615-21-4 /Ingyen letölthető a www.palamart.hu-ról/
- Antologie de texte din literatura română, 9-12 /Florin Cioban, Farkas Jenő, Tibor Hergyán/ Budapest, Croatica, 2015, III. fej., 334-520
- TOP 2000 Román-Magyar szótár. A 2000 legfontosabb román szó példamondatokkal, Budapest, Tinta Könyvkiadó, 2020, 1-178 ISSN 1787-7180 ISBN 978-963-409-235-3
- TOP 2000 Magyar-Román szótár. A 2000 legfontosabb magyar szó példamondatokkal, Budapest, Tinta Könyvkiadó, 2020, 1-176 ISSN 1787-7180 ISBN 978-963-409-234-6

Fordításai magyarra
- Émile M. Cioran: Kalandozások, Budapest, Palamart Kiadó, 2004, 1-134. ISBN 963-86146-8-4
- Michel Deguy: Párizsi spleen, Budapest, Palamart Kiadó, 2009, 1-70. ISBN 963-86287-0-7
- Maurice Hennequin – Pierre Veber: Hasonmás hátonmás, Budapest, Palamart Kiadó, 2018, 1-164. ISBN 978-963-89983-4-7  Törvénytelen randevú címmel játszották magyarországi és erdélyi színházakban.
- Marc Delouze: Post-it (ál)haikuk A bezártság visszhangjai, Ford. Farkas Jenő, Zalán Tiborral együtt, Palamart Kiadó, 2022, 1-107. ISBN 978-963-89983-5-4
- Ion Mureșan: Versek nehéz időkre, Zalán Tibor és Farkas Jenő fordításában, Palamart Kiadó, 2023, 1-136. ISBN 978-963-89983-6-1
- Folytassa, Cicero! avagy Botrány a törvényszéken : zenés szatirikus érzékiség / Maurice Henneguin és Pierre Veber drámáját Farkas Jenő fordítása alapján átd. Horváth Illés és Horváth János Antal.  (2018) OSZK MC. 229.379

### Fordításai franciára
- András Sütő: Une étoile au bûcher, (együtt Christian Doumet-val) – a Csillag a máglyán c. dráma fordítása, Budapest, Palamart Kiadó, 1999, 1-142. ISBN 963-86146-4-1; 2, kiadás. ISBN 963-03812-3-0
- Tibor Zalán: Le chien aveuglé par la Lune (Marc Delouze-zal), Budapest, Palamart Kiadó, 2018, 1-143. ISBN 978-963-89983-2-3

### Tankönyvfordításai románra
- Filla István: Istorie şi cunoştinţe sociale, Budapest, Tankönyvkiadó, 1983, 1-240. ISBN 963-17-69984
- Filla István: Istorie şi cunoştinţe sociale, Caiet de lucrări pentru clasa a 5-a a şcolilor generale, Budapest, Tankönyvkiadó, 1983, 1-72. ISBN 963-17-7002-8
- Rubovszky Péter: Istorie IV (aspecte ale istoriei secolului XX), I. köt., Budapest, Nemzeti Tankönyvkiadó, 1994, 1-74. ISBN 963-18-5624-0
- Salamon Konrád: Istorie, Liceu, anul 4, Budapest, Nemzeti Tankönyvkiadó, 1995, 1-303
- Helméczy Mátyás: Istorie 8, Budapest, Nemzeti Tankönyvkiadó, 1996, 1-168. ISBN 963-18-7028-6
- Rubovszky Péter: Istorie IV (aspecte ale istoriei secolului XX) II. köt. Budapest, Nemzeti Tankönyvkiadó, 1997, 1-78. ISBN 963-18-7583-0
- Rubovszky Péter: Istorie II (Conspecte din istoria medie şi a epocii moderne timpurii), Budapest, Nemzeti Tankönyvkiadó, 1998, 1-162

### Egyéb fordításai
- Ion Negoițescu: Erdély és Románia 1918-as egyesülése – mai szemmel, Hitel, 1989.14. sz.
- Ana Blandiana: Gyermekkeresztesek, Magyar napló 1990, 3. sz., 8
- Ionesco, Eugène: A múltam elhagyott: Ionesco utolsó írása, Hitel. 1994, 7. sz. 81-82
- Eugène Ionesco: Portrévázlat Caragialéról, Polisz, 1994, 13. sz. 72-74
- Ilie Constatin: Három vers, Nagyvilág, 1996, 7-8, sz., 474-477
- Geo Şerban: "Mi nem gondolkozunk, mi dolgozunk", Nagyvilág, 1996, 1-2. sz.
- Gabriela Melinescu: Április, 1999, Parnasszus, 1. sz. 31
- Gabriela Melinescu: El az útból! 1999, Parnasszus, 1. sz. (1999), 32
- Gabriela Melinescu: A koromsötét hajú, élesfogú lány, 1999, Parnasszus . 1. sz. 30
- Gabriela Melinescu: Magamra hagyjatok! Parnasszus, 1999, 1. sz., 30
- Gabriela Melinescu: Padok, Parnasszus, 1999, 1. sz., 29
- Gabriela Melinescu: Tizenhat ébenszemű esztendő, Parnasszus, 1999, 1. sz. 28
- Nagy Gáspár: Vis la automat, (poezia Automata-álom), Bukarest, România literară, 1999, 41.sz. 23
- Grigore Gafencu utolsó üzenete az országhoz, Napút, 2001, 8. sz. 88-90
- Gabriela Melinescu : Hősök emlékműve, Parnasszus, 2005, 2.sz., 27.o
- Ruxandra Novac : Végre együtt, Parnasszus, 2005, 2.sz., 28
- Émile Cioran: Az én országom, Nagyvilág, 2004. 4. sz. 336-339; Nagyvilág, 2012, 494-497
- Csiki László, Adaptare sau traducere? Observator cultural, 2007, 7. sz.
- Péntek János: O gramatică românească în limba maghiară pentru maghiari, Bucureștiul Cultural, 2008, 2. sz.
- Michel Deguy: Párizsi spleen, Nagyvilág 2008, 1-2. sz., 66-79.
- Takács Ferenc: Grădina vecinului, Observator cultural, 2008, július
- Livius Ciorcârlie: Cioran füzetei, Nagyvilág, 2012, 4. sz.
- Ion Mureșan: Versek Parnasszus, 2016, 1. sz., Tavasz
- Marc Delouze Zalán Tibor Danielle Loisel Nayg István: La main des mots griffant la nuit/A szavak keze éjjel karcolja jeleit; Érzékek irodalma (öt nap-pont) (le cinq points du jours) Traduction Farkas Jenő avec les poètes Éditions Signum; 2020
- Ping-pong: un poète hongrois Tibor Zalan. Quelques moments qui n’en finissent pas In: Poésie & Mondes poétiques  (Fordítás Marc Delouze-zal együtt)
- Marc Delouze, Post-it , Farkas Jenő (együtt Zalán Tiborral), Parnasszus, 2021, 2. szám ISSN 1219-3275
- Békés Márton, Gramsci – dinspre dreapta, Traducere de Farkas Jenő, in ARCA Revistă de literatură, eseu, arte vizuale, muzică, nr 3, 2021, Arad https://www.academia.edu/51816483/Gramsci_dinspre_dreapta
- Ion Muresan, Párbeszéd az ördöggel, Farkas Jenő (együtt Zalán Tiborral), Helikon, 2022. 4. szám, ISSN 1220-6288
- Tibor Zalán, Danielle Loisel: Sonnet de la pleine lune/Telihold szonett, Éditions MAGNUM, Párizs, 2022

#### Palamart Kiadó
- Alain Vuillemin: A diktátor avagy a megjátszott isten, (Ford. Vaszócsik Kriszta), Budapest, Palamart, 2000, 1-351. ISBN 963 86146 0 9 https://dokumen.tips/documents/alain-viullemin-a-diktator-avagy-a-megjatszott-isten.html?page=5
- Paul Aron: Megoldatlan rejtélyek az amerikai történelemben, (Ford. Csorba Edina és mások, Galántai Dávid), 2001, 1-256. ISBN 963 86146 1 7
- Weöres Sándor: Psyché (Traduit du hongrois par Éva Almássy et Christian Doumet), 2001, 1-14. ISBN 963 86146 3 3
- E. Lovinescu: A modern román civilizáció története, (Ford. András János), Budapest, Palamart Kiadó, 1-358. 2002 ISBN 963 86146 5 X
- Dumitru Ţepeneag: Európa Szálló, (Ford. Németi Rudolf), Budapest, Palamart Kiadó, 2002, 1-246. ISBN 963 86146 2 5
- Eugen Uricaru: A babárokra várva, (Ford. Vida Gábor), Budapest, Palamart Kiadó, 2002,1-259. ISBN 963 86146 6 8
- Gabriela Adameşteanu: A találkozás (Ford. Csiki László), Budapest, Palamart Kiadó, 2007, 1-258. ISBN 963-86287-0-7
- Dumitru Ţepeneag: A hiábavalóság futamai (Ford. Németi Rudolf), Budapest, Palamart Kiadó, 2007, 1- 130. ISBN 963 86146 7 6
- Marta Petreu: Márta jelenései, (Ford. Németi Rudolf), Budapest, Palamart Kiadó, 2014, 1-112. ISBN 978-963-89983-0-9
- Michel Deguy: Párizsi spleen, Budapest, Palamart Kiadó, 2009, 1-70. ISBN 963-86287-0-7
- Maurice Hennequin – Pierre Veber: Hasonmás hátonmás, Budapest, Palamart Kiadó, 2018, 1-164. ISBN 978-963-89983-4-7 Törvénytelen randevú címmel játszották több színházban.
- Tibor Zalán: Le chien aveuglé par la Lune (Marc Delouze-zal), Budapest, Palamart Kiadó, 2018, 1-143. ISBN 978-963-89983-2-3
- Marc Delouze: Post-it (ál)haikuk A bezártság visszhangjai, Ford. Farkas Jenő, Zalán Tiborral együtt, Palamart Kiadó, 2022, 1-107 ISBN 978-963-89983-5-4

### Tudományos publikációk
Tanulmányok, tudományos cikkek a nemzetközi konferenciákon tartott előadások szerkesztett változatai magyar, román és francia nyelven. Szakterület: román irodalom, nemzetközi avantgárd mozgalmak története, a nagyszebeni Irodalmi Kör története, összehasonlító irodalom, a Drakula-mítosz.
Hommage à E. M. Cioran Farkas Jenő összeállítása, Nagyvilág, 2012. 6. sz. 435-581 https://docplayer.hu/2632379-Tartalom-hommage-a-e-m-cioran-farkas-jeno-osszeallitasa.html

#### Kötetekben megjelent tanulmányok
- Húszezer karó In: Száz rejtély a magyar történelemből, Budapest, Gesta Kiadó, 1994, 74-76
- Le vampire dans le folklore roumain. In: Artes Populares 16-17, Folk narrative and cultural indentity, 9th Congress of the International Society for Folk-Narrative Researche, vol 1., 1995, 299-306
- Tristan Tzara în Ungaria şi interferenţe maghiaro-române. In: Comunicări le “Hyperion” Filologie – 8. Editura Hyperion XXI, Bukarest, 1999, 37-5
- Aspects des interférences franco-hongroises et le projet „LIHUN”. In: Interférences historiques, culturelles et littéraires entre la France et les pays d’Europe Centrale et Orientale (XIXe et XXe siècles, Szófia, 2000, Editions Académiques „prof. Marin Dimov”, 247-254
- Jegyzetek E. Lovinescu időszerűségéről. In: E. Lovinescu: A modern román civilizáció története, 2002, Budapest, Palamart Kiadó, 306-312
- Les Banatais. Une approche hongroise. In: L'Europe, la France, les Balkans, Littératures balkaniques et littératures européennes comparées, Éditions de l’Institut d'Etudes Balkaniques Artois Presse Universités France, 2003, 149-155
- Aspecte ale dadaismului din perspectiva relaţiilor literare maghiaro-române. In: Buletinul ştiinţific, Fascicul Filologie, Seria A, vol. XIV, Nagybánya, 2003, 110-122
- A száműzött próféta, Emile M. Cioran. In: Kalandozások, Budapest, 2004, Palamart Kiadó, 71-132
- L’écrivain désOrienté ou les aspects de l’estitude (Dumitru Tsepeneag, Nancy Huston, Katalin Molnár). In: Nouvelles Etudes Francophones, Revue du Conseil International d’Etudes Francophones (SUA), volume 20, numéro 1, Printemps 2005, 35-47
- Des lettres inédites adressées à Tristan Tzara par des Hongrois. In: Caietele Tristan Tzara, Les Cahiers, Notebook, vol. 3-4, 2005, 5-12, Moineşti – Roumanie, 125-128
- Dumitru Tsepeneag entre l’autobiographie et le fictif. In: Dumitru Tsepeneag Les Métamorphoses d’un créateur : écrivain, théoricien, traducteur. Etudes réunies par Georgiana Badea-Lungu, Margareta Gyurcsik, Editura Universităţii de Vest (Temesvár), 2006, 37-45
- Aspects de la poésie visuelle en Hongrie. In: Research an Education in an Innovation Era, Section I. Tradition and Modernity in Humanistic Sciences, (Coord. Adriana Vizental), „Aurel Vlaicu” University, Arad, 2006, 217-231
- Aspects de la poésie visuelle en Hongrie. In: crise da Poesia na Brasil, na Franca, na Europa, e outro latitudes, Editura Limes, Kolozsvár, 2007, 247-264
- Tristan Tzara és az 1956-os forradalom. In: Reminiszcencia. A hetvenéves Papp Tibor köszöntése, Magyar Műhely Kiadó, 2006, 132-137
- Tristan Tzara et les Hongrois. In: L’Oublié et l’interdit, Littérature, résistance, dissidence et résilience en Europe Centrale et Orientale (1947-1989), Éditions de l’Institut d’Études Balkaniques, Editura Limes, Éditions Rafael de Surtis, Artois, Franciaország, 163-170
- A román irodalom magyar recepciójának kérdéseihez. In: spólna droga, Közös úton, Pe drumul comun, Spolnocou cestou, Békéscsba, 2008, 41-54
- Aspecte ale receptării literaturii române în Ungaria. In: Wspólna droga, Közös úton, Pe drumul comun, Spolnocou cestou, Békéscsba, 2008, 55-71
- Tradiție și modernitate în gramaticile româno-maghiare. In: O evaluare a politicilor de producere a bilingvismului. Studii elaborate pe baza prezentărilor din cadrul conferinței de la Miercurea-Ciuc din 12-13 iunie 2008, Editura Limes, Kolozsvár, 2008, 229-241
- L’histoire des traductions en hongrois de Tartuffe et de Ainsi va l’carnaval. In: (En)Jeux esthétiques de la traduction. Ethique(s) et pratiques traductionnelles, Timișoara, Editura Universității de Vest, 2010 : 81-97.
- Laban et Szittya, des compagnons de Tzara? In: CAIETELE/CAHIERS/ NOTEBOOKS TRISTAN TZARA Publication internationale pour l’étude des Avant-Gardes contemporaines, Conception et édition : Vasile Robciuc, Moineşti Románia, 2010, 356-363
- Megzabolázott szavak – Cuvinte strunite, Előszó. In: George Volceanov: Dicționar de argou maghiar-român, 2011, Niculescu, Bukarest, 7-16 ISBN 978-973-748-442-0
- Kassák Lajos în contextul avangardei europene, Prefaţă. In: Kassák Lajos, Poezii alese, Editura Paralela 45, 2011, Piteşti, 5-22
- Le dialogue entre le souverain et le vassal: Mathias et Vlad l’Empaleur. In: Ethnografica et folkloristica CARPATHICA 17: Mathias Rex 1458-1490, Hungary at the Dawn of the Renaissance, Debrecen, 2012, 50-61
- L’artiste de l’Est en route vres l’Ouest. Domain hongrois et roumain. In: Hippocampe „1913” (Lyon), 2013. október, 9. sz., 68-72
- Un document nouveau sur le Dada au Tyrol. In: CAIETELE/CAHIERS/ NOTEBOOKS TRISTAN TZARA Publication internationale pour l’étude des Avant-Gardes contemporaines, Conception et édition : Vasile Robciuc, Moineşti, Románia, 2013, 411-415
- L’écrivain désOrienté ou les aspects de l’estitude (Dumitru Tsepeneag, Nancy Huston, Katalin Molnár). https://www.researchgate.net/publication/254167895_L'ecrivain_desOriente_ou_les_aspects_de_l'estitude_Dumitru_Tsepeneag_Nancy_Huston_Katalin_Molnar
- Vechiul și pururi tânărul Cerc din Sibiu. In: EUPHORION, N2. 3, 2015, 8-18
- L’histoire des traductions en hongrois de Tartuffe et de Ainsi va l’carnaval. In: Translationes, 2019. 11. sz. 58-74..https://content.sciendo.com/view/journals/tran/11/1/article-p58.xml
- Le dialogue avec le silence, in Bernard Loyal, Sur la route des cimetières de l'Est, Préface Farkas Jenő, Editions Photeurop, 2020,
- Jules Verne à travers la presse hongroise entre 1865-1877 In: Ileana Neli Eiben et Andreea Gheorghiu (dir.), Une Roumaine au pays de la Francophonie. Mélanges en l’honneur de la Professeure Margareta Gyurcsik, Timişoara, Editura Universităţii de Vest, 2022, 35-46.  Date de publication: 05 Avril 2023; EAN : 9789731259512

#### Folyóiratokban megjelent tanulmányok
- Texte și împrejurări. In: Forum. Revista învățămîntului superior, Bukarest 1975, 3. sz. 86-87
- Hristu Cîndroveanu: Mesék déli tájakról. Művelődés, 1981/2. 27-28
- Le fantastique dans la critique roumaine contemporaine. In: Acta Litteraria, 1985, 27, 197-199
- A fantasztikus irodalom megközelítése, (T. Todorov). In: Galaktika, 1985, 1. sz., 79. o.
- E. Jebeleanu ou le voyage au bout de la Douleur. In: Acta Litteraria, 1986, 28, 157-163;
- La nouvelle et le récit roumains dans les années 70. In: Acta Litteraria, 1986, 28 (3-4), 373-
- A román fantasztikus irodalom, Galaktika, 1987, 82.sz., 50-51
- L’écho de la Révolution d’Octobre dans les milieux intellectuels roumains pendant l’entre-deux-guerres. In: Annales Universitatis Scientarium Budapestinensis de Rolando Eotvos nominatae, separatum, Sectio philologica moderna Tomus XVIII : Budapest, 1988 ; 59-63
- Cîteva probleme filologice legate de interpretarea faptelor lui Vlad Ţepeş. In: Annales Universitatis Scientiarium Budapestinensis de Rolando Eötvös nominatae, 1988, 18. k. 117-121
- Consideraţii asupra receptării operei lui Eminescu. In: Timpuri (Budapest) 1989
- Filozófus szemmel a fantasztikumról (Louis Vax). In: Galaktika, 8. sz.,1989, 27
- Eminescu în limba maghiară, In: Dialog, München, 1990. május, 8-13
- Tzvetan Todorov. In: Világirodalmi Lexikon, 15. k., 1993, 576-579
- Tristan Tzara. In: Világirodalmi Lexikon, 15. k., 1993, 1042-1046
- Vámpírtörténet. In: Világirodalmi Lexikon, 16. k., 369-373
- Măştile unui conte. Note despre proza lui Péter Esterházy. In: Familia, Nagyvárad, 1995, 4. sz. 32-38
- Az örök eretnek (Emile Cioran). In: Hitel, 1995, 11. sz., 56-67
- Tristan Tzara 1956 októberéről. Egy feledésbe merült írás története. In: A Hét, Bukarest, 49. sz., 1996
- François Fejtő şi scriitorii români din exil. In: Revista 22, Bukarest, 1996/48. sz. 12-13
- Ion Negoiţescu és a magyarok. Levelek Budapestre román-magyar ügyben. In: Hitel, 10. 1997. 4. sz., 81-94
- I. Negoiţescu în documente literare inedite. In: Jurnalul literar, 1997. április-május, 10
- Literatura română în enciclopediile de literatură universală din Ungaria, Adevărul artistic şi literar. Bukarest, 1997, 2. nov. 8-9
- Eugène Ionesco şi cenzura kadaristă. In: România literară, 1997, 50. sz.
- A román modernizáció és V. Alecsandri zenés bohózatai. In: Limes, 1998, 4. sz. 187-194
- Tristan Tzara şi interferenţe literare maghiaro-române. In: Convieţuirea (Szeged), 1998, 4. sz. 26-37
- Bem moldvai betörése. In: Hitel, 1999, 3. sz. https://matarka.hu/cikk_list.php?fusz=58189&nyelv=eng
- Le rêve des mandarins de Balkans : Kosovo=Transylvanie. In: L’ARA (Association Rhône-Alpes d’anthropologie), Lyon, 1999-2000 (Numéro spécial), 38-40 https://www.scribd.com/document/55528046/ARA44
- Debuturile lui Eminescu în Ungaria. In: Convieţuirea, Szeged, 2000, 1. sz., 98-108
- Peremsors avagy a küldetéstudat kényszere. Százötven éve született Mihai Eminescu In: Nagyvilág, 2000, 11. sz., 1147-1155
- A román irodalom magyar recepciója. Vázlat. In: Korunk, 8. sz., 2008. 60-71 https://epa.oszk.hu/00400/00458/00140/farkasj.html
- Az elkel(l)etlenedés avagy a keletiség-irodalom kérdése Nancy Huston, Molnár Katalin, Dumitru Țepeneag[halott link], In: Filológiai Közlöny, 2009, 2-3. sz.
- Tristan Tzara és a magyarok. In: Nagyvilág, 2010. 8. sz.
- A román irodalom magyar szemmel, In: Bárka, 2010. 3.sz.
- Argument. In:Apostrof, Kolozsvár, 2012, 10. sz., 13-17
- Cioran színeváltozásai. In: Nagyvilág, 2012, 6. sz., 528-543
- L'artiste de l'Est en route vers l'Ouest, HIPPOCAMPE N 9 octobre, Lyon, 2013 ISSN: N 1962-2015
- Fată tânără citind în faţa ferestrei. In: Vatra, 2015, 4. sz., 130-131
- Ion Mureșan látomásai. In: Parnasszus, 2016, 1. sz., 76- 77
- Tristan Tzara kapcsolatai magyar írókkal és művészekkel. In: Magyar Műhely, 2016. 4. sz., 29-43
- Cerchiști în memorii inedite.[halott link] In: Apostrof, Kolozsvár, 2019, 7.sz. lásd: http://www.revista-apostrof.ro/arhiva/an2019/n7/a16/
- Ștefan Aug. Doinaș și Ungaria Archiválva 2022. december 11-i dátummal a Wayback Machine-ben, In: Euphorion, 2022. nr. 2.
- Láthatatlan szálak egy kétnyelvű életműben: Émile M. Cioran: Az én országom, Kalandozások, Naputonline, 2023. május 31. http://www.naputonline.hu/2023/05/31/emile-m-cioran-az-en-orszagom-kalandozasok/
- Petőfi, a székely népmesék hőse I-IV, helyorseg.ma 2023, május  https://helyorseg.ma/petofi200-1
- Kálvin János, az avantgárd I-V rész In: https://kultura.hu/kalvin-janos-az-avantgard-i/ ; ¸https://kultura.hu/kalvin-janos-az-avantgard-ii/ ; https://kultura.hu/kalvin-janos-az-avantgard-iii/; https://kultura.hu/kalvin-janos-az-avantgard-iv/; https://kultura.hu/kalvin-janos-az-avantgard-v/

##### Egyéb folyóiratokban megjelent cikkek, tanulmányok
- Naiv antiutópiák sci-fi köntösben. In: Galaktika, 1986, 5. sz. 33
- A román fantasztikus irodalom. In: Galaktika, 1987, 7. sz. 50
- Cîteva probleme filologice legate de interpretarea faptelor lui Vlad Ţepeş. In: Annales Universitatis Scientiarium Budapestinensis de Rolando Eötvös nominatae, 1988, 18. k. 117-121 Budapest
- Consideraţii asupra receptării operei lui Eminescu. In: Timpuri, 1989
- Rendhagyó előszó. In: Christine Arnothy Afrikai szél, 1990, Szabad Tér Kiadó, 5-7
- O revistă a gîndirii arestate. In: Foaia noastră, 1991. január 18. 6
- Ionescu într-o viziune nouă. In: Noi, 1992, 19. sz., 9-10;
- Egy nemzedék anatómiája. Beszélgetés négy fiatal román íróval: Ion Simuț, Gabriel Chifu, Ion Mureșan, Dumitru Chioaru, In: Népszabadság, 1992, szeptember 16 219. sz.15.o.
- Marin Sorescu. In: Világirodalmi Lexikon, 13. k., 1992, 364-365
- Modernizarea în perspectiva istorică. In: Noi, 1992, 46. sz., 8
- Ion Negoiţescu. In: Noi, 1993. március 12. 8-9
- Szerencsés gondatlanság. A leuveni kódex kalandos élete. In: Magyar Nemzet, 1993. december 28, 11
- Eugen Ionescu. In: Noi, 1994, május 6, 8
- Iosif Vulcan. In: Világirodalmi Lexikon, 17. k., 1994, 326-327
- Matei Vişniec. In: Világirodalmi Lexikon, 17. k., 1994, 140-141
- A király meghalt. Emlékezés Eugène Ionescóra. In: Hitel, 1994, 6. sz. 81-83
- Domokos Sámuel. In: Jurnalul literar, Bukarest 1995. március-április, 7
- Emil Cioran. In: Nagyvilág, 1995, 9-10. sz., 725-725
- Egy kelet-európai írósors. In: Nagyvilág, 1996, 5-6.sz., 95-104
- Fejtő Ferenc párizsi román barátai. In: Nagyvilág, 1996, 7-8.sz., 520-529
- Közös dolgaink. Másfélszáz esztendős viták. (A magyar-román kapcsolatok történetéhez). In: Ezredvég, 1996, 3. sz., 62-66
- Egy besenyő Párizsban. In: A Hét, (Bukarest), 1997. aug. 14., 7
- Semenii în flagrant delict. In: Tribuna (Kolozsvár), 1997, 2. sz.
- Iliescu kis Drakulája. In: Filmvilág, 1997, 7. sz. 12-13
- A magyar Drakula. In: Filmvilág, 1997, 12. sz. 34-38
- Magyar-román béketárgyalási kísérletek. In: Polisz, 1998, 5. sz. 21
- O antologie pentru mileniul trei. In: Noi, 1998, szeptember, 8, 6
- Les canons littéraires (Szegedy-Maszák M. könyvéről). In: Euresis. Cahiers roumains d’études littéraires, Bukarest, 1997-1998, 326-329
- Un tandem remarcabil. In: Jurnalul literar, 2002. szeptember
- A költőfejedelem és a balerina utolsó fellépése. In: Nagyvilág 2001. október
- Egy párizsi folyóirat: Seine et Danube. In: Európai utas, 2004, 3, 5-56.sz. 78-79
- Több út. Olvasatok a kortárs román irodalomról. In: Korunk, Kolozsvár, 2004, 9. sz. 12-16
- Dumitru Tsepeneag, Frappes chirurgicales. In: Fabula Dialogues francophones, 2010, 16. sz. Temesvár
- Anchetă. Lecturi de vacanță. In: NEUMA c. folyóirat, Bukarest, 2019, 7-8 sz. 47-48
- O digitecă impresionantă. Corespondență din Budapesta, In: România literară, Bukarest, 22. sz. 2020. május 28.https://romanialiterara.com/2020/06/o-digiteca-impresionanta-corespondenta-din-budapesta/
- Egy film a megaláztatásról (Alexandru Belc -Metronom) https://helyorseg.ma/rovat/szempont/farkas-jeno-egy-film-a-megalaztatasrol
- A leányfalui Ravasz László-központ avatóünnepségén (2022. május 07)
- Irodalmi érintkezések: Ion Mureșan Budapesten
- Egy kortárs francia költő vallomásai
- Un duel cumsecade George Volceanov  — Farkas Jenő (Andreea Iosif) Matca literară   https://matcaliterara.ro/un-duel-cumsecade/
- Szittya Emil, az avantgárd vagabondusa… (2022. szeptember 10.)
- A titok természetrajza, E Bártfai László A hallgatás alakzatai. Pontok, vonalak, síkidomok című könyvéről https://www.ujvarad.ro/kritika/a-titok-termeszetrajza. 2023. augusztus 17.

#### Folyóiratokban megjelent beszélgetések
- Dumitru Ţepeneag, Freud rău văzut şi de Dimov şi de partid. In: Orizont, (Temesvár) 1993. november 25, 9-10
- Farkas Jenő în dialog cu Dumitru Ţepeneag, Boala scriitorilor români: lipsa de solidaritate. In: Contemporanul, Bukarest, 1994, 40. sz 1-2; 41. sz. 3, 42 sz. 3
- Traducere şi comunicare. In: Ramuri, Craiova 1994, 9-10-11. sz. 14-16
- Fejtő Ferenc párizsi román barátai, (részletek). In: A Hét, Bukarest, 1996, 42-43. sz. 11
- Kelet-Közép-Európa francia szemmel. In: Nagyvilág, 1996, 7-8.sz. 530-533
- A magyar-román kérdésről francia szemmel (Catherine Durandin). In: Élet és irodalom, 1996, augusztus, 8-9
- Cu noi se sfîrşeşte epoca modernă. In: Tribuna, Kolozsvár, I. rész, 1996, 50.sz. 3, 14, II. rész 1996/51-52. sz. 8-9
- Nicolae Balotă-Farkas Jenő, A régi, soknemzetiségű Erdély. In: Korunk,1997/1. 40-45
- Francofonia e un fel de anticameră. In: Tribuna, Kolozsvár,, 1997, 3-4.sz. 3
- Melodráma francia módra, (Regis Wargnier). In: A Hét, Bukarest, 1997. szept. 4. 12
- Szabadságaink és korlátaink. In: Hitel, 1997. 9. sz.
- Ion Negoiţescu şi Ştefan Augustin Doinaş într-o convorbire budapestană. In: Jurnalul literar, I-III, 1997. január-február. március-április, május-június.
- A világ legnagyobb irodalmi lexikona és román címszavai. In: A Hét, 1997, nov. 46. sz., 3-4
- Am impresia…, Familia (Nagyvárad), 1998/10.sz. 61-66
- Libertatea şi limitele noastre. In: Jurnalul literar, I-II, 1998, jún-júl.
- Dumitru Ţepeneag-Farkas Jenő. Pentru cineva care scrie… In: România literară, 1998/23-24, 32-33-34
- Szabadságharcunk egy román történész életében. In: Magyar Nemzet, 1998/okt.20, 10
- Puterea de a convinge a criticului ia forma încrederii cititorului, Vatra, Marosvásárhely, 1999, 11. sz. 77-78
- ’56 – Magyar Műhely – avantgárd Portré Nagy Pálról Nagy Pállal. In: Nagyvilág, 1999, 1-2.sz. 123-148
- D. Ţepeneag în dialog cu Farkas Jenő. In: Apostrof, (Dosar), Kolozsvár, 2000, 1-2.sz., 206-211.
- Integrarea din perspectiva Ungariei, In: România literară, 2000. 2-8 augusztus, 30. sz., 20-21
- Cornel Regman despre critică şi nu numai. In: Jurnalul literar, Bukarest, 2000. 9-12. sz.
- Promovarea literaturilor mici. In: Luceafărul, Bukarest, 2000, 26. sz., július 5, 16
- Am apărat cronica literară, gen de tradiţie la noi…, In: C. Regman: Ultime explorări critice, Editura Atlas, 2000, Bukarest, 193-211.
- Despre Ioan Cuşa şi alţi români, Nagy Pál. In: România literară, 36. sz. 2000, szept. 13-19, 20-21.
- Boala scriitorilor români: lipsa de solidaritate cap. XVI; Francofonia este un fel de anticameră unde găseşti o grămadă de arabi, de africani sau vietnamezi, cap. XVI; Pentru cineva care scrie în limba română centrul se află în România, nu la Paris, cap. XXII. In: Dumitru Ţepeneag: Războiul literaturii încă nu s-a încheiat, Allfa Kiadó, 2001, Bukarest, 154-177; 192-200; 217-229
- Interviu inedit cu Alexandru Ciorănescu. In: România literară, 2003,11. sz. március 19-25., 2003, 29.
- Tibor Zalán: Poezie şi dramă – interdependenţe. In: România literară, 2009. október 30
- „Să urmezi logica crudă a vieţii, să nu înfrumuseţezi şi să nu urîţeşti nimic“ (Marta Petreu). In: Observator cultural, 2012. április 12. 620. sz.
- Marta Petreu: A mezőségi apokalipszisről – Marta Petreu „Otthon, Armageddon mezején” című regényéről beszélget Farkas Jenő. In: Nagyvilág, LVII évfolyam, 3. szám. 2012 március, 222 – 230.
- «David Collin: pour une archéologie de la mémoire». Propos recueillis par Jenő Farkas. DF 18/2012, 145-151.
- A admira virtuțile celuilalt, Farkas Jenő în dialog cu I. Negoițescu și Ștefan Aug. Doinaș. In: Orizont, 2013
- Ciprian Vălcan în dialog cu Farkas Jenő: Cioran: cel mai „monografiat” printre scriitori, 2013. január 1. www.revistaorizont.ro
- “Locul unde se adună Blaga cu Arghezi”. In: Farkas Jenő: Cvadratura Cercului, Editura Muzeului Literaturii Române, București, 2014, 13-46
- Crișan Marius în dialog cu Farkas Jenő; Dracula: un mit şi mai multe istorii I. [Interviu]. In: Orizont, 25, nr. 11, 2013, Crişan, Marius. Dracula: un mit şi mai multe istorii (II). [Interviu]. In: Orizont, 25, nr. 12, 2013,
- “Cu noi se sfîrșește epoca modernă”. In: Farkas Jenő: Cvadratura Cercului, Editura Muzeului Literaturii Române, București, 2014, 47-70
- “Am apărat Cronica literară, gen de tradiție la noi”. In: Farkas Jenő: Cvadratura Cercului, Editura Muzeului Literaturii Române, București, 2014, 71-98
- Az emlékezetgyűrűk foglya (David Collin). In: Nagyvilág, 2015, 5. sz.
- Magyar dadaizmus francia szemmel. Beszélgetés Marc Dachyval. In: Magyar Műhely, 2016. 4. sz. 43-48 https://epa.oszk.hu/03700/03748/00018/pdf/EPA03748_magyar_muhely_2016_4.pdf
- Marc Dachy Dada, la révolte de l’art Entretien avec Jenö Farkas. In: Secousse (Párizs) 21. sz. https://www.revue-secousse.fr/Secousse-21/Zarbos/Sks21-Dachy-Dada.pdf
- Cabaret Voltaire – 100 de ani – Marc Dachy în dialog cu Farkas Jenö[halott link]. In: România literară, 2016, 8. sz. https://arhiva.romanialiterara.com/index.pl/cabaret_voltaire_-_100_de_ani_-_marc_dachy_n_dialog_cu_farkas_jen?makePrintable=1 Archiválva 2022. március 31-i dátummal a Wayback Machine-ben
- Beszélgetés George Volceanov egyetemi tanárral, fordítóval, In Kortárs, 2021. 9.sz. 23-29. https://epa.oszk.hu/00300/00381/00272/pdf/EPA00381_kortars_2021_09_023-029.pdf